# Астрея (мифология)

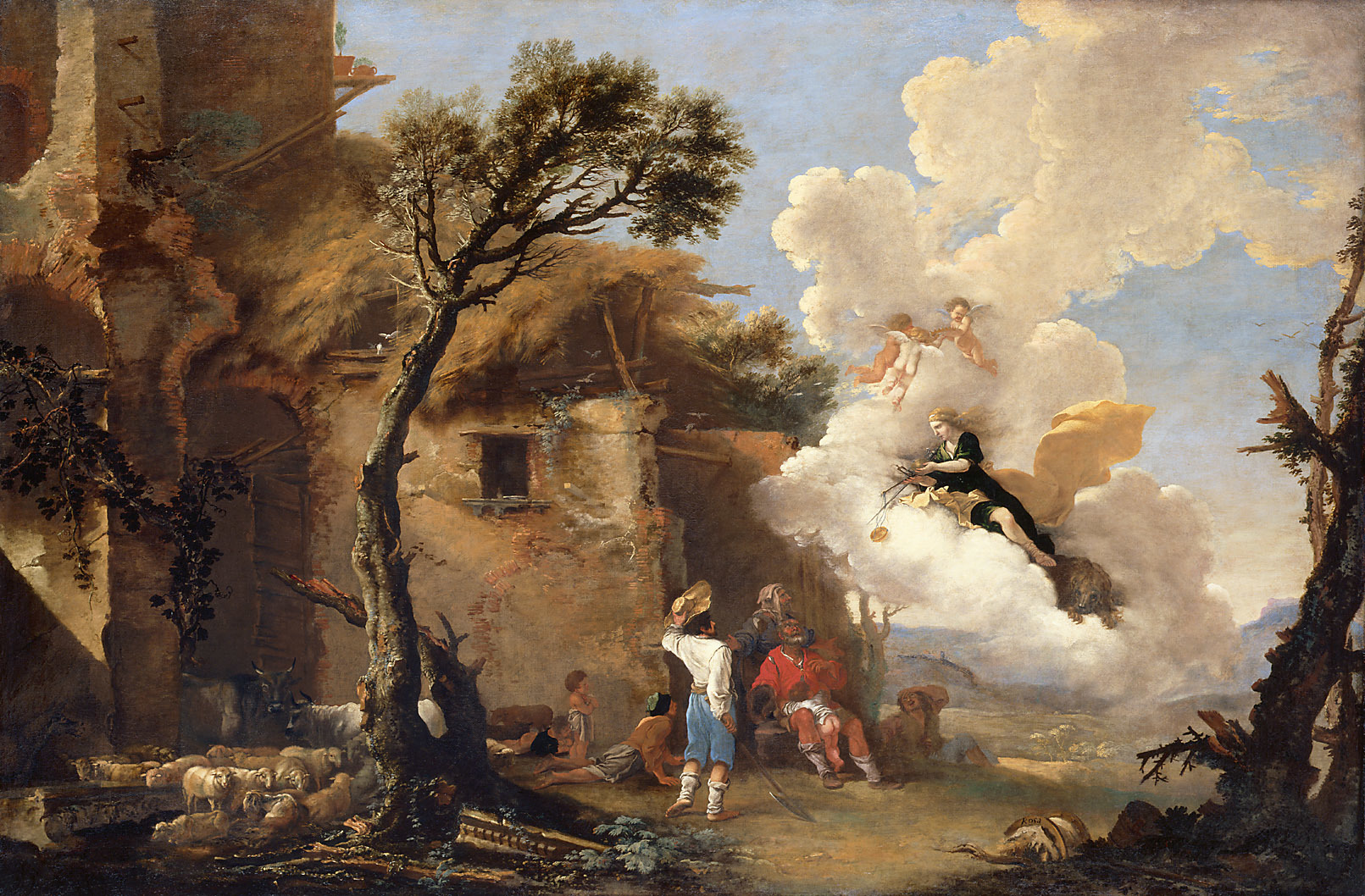
Сальватор Роза. Астрея прощается с пастухами. Музей истории искусств, Вена

Астрея (др.-греч. Ἀστραῖα) — в греческой мифологии богиня справедливости. По преданию, является дочерью Зевса и Фемиды, а также сестрой Айдос. Во времена Золотого века она жила на земле, среди людей. Однако с пришествием железного века люди стали жить грабежом и даже приязнь между братьями стала редкостью. Видя это, Астрея последней из божеств покинула землю и вознеслась на небо, где с ней связывается созвездие Девы. Часто отождествляется с богиней Дике. Обычно изображается с весами и венцом из звёзд.
Именем Астреи назван астероид (5) Астрея, открытый в 1845 году.